# Irina Bajanowna Solowjowa
Irina Bajanowna Solowjowa (russisch Ирина Баяновна Соловьёва; * 6. September 1937 in Kirejewsk, Oblast Tula, Russische SFSR) ist eine sowjetische Kosmonautenanwärterin, die zu keinem Raumflug kam. Sie war Ersatz für Walentina Tereschkowa beim Flug von Wostok 6.
Irina Solowjowa schloss 1959 ein Maschinenbau-Studium am Polytechnischen Institut in Swerdlowsk ab. Anschließend arbeitete sie im Konstruktionsbüro der Vereinigung Uralenergomontash. In ihrer Freizeit beschäftigte sie sich mit Fallschirmspringen. Von 1960 bis 1962 war sie Mitglied der sowjetischen Nationalmannschaft. Im März 1962 wurde sie als Kosmonautenanwärterin ausgewählt und absolvierte die Grundausbildung von April bis November 1962. Anschließend wurde sie zum Unterleutnant ernannt und als Ersatzpilotin für Walentina Tereschkowa für den Flug von Wostok 6 ausgewählt. Sie war auch als zweite Pilotin für Woschod 5 vorgesehen, die einen 10- bis 15-tägigen Flug mit einer komplett weiblichen Besatzung einschließlich eines Ausstieges hätte durchführen sollen. Der Flug wurde aber nach dem Tod von Sergei Koroljow gestrichen. 1967 absolvierte sie die Militärakademie für Ingenieure der Luftstreitkräfte „Prof. N. J. Schukowski“ in Monino. Am 1. Oktober 1969 schied sie wie alle Kosmonautinnen aus dem aktiven Kosmonautenkorps aus und arbeitete anschließend in verschiedenen Funktionen im Juri-Gagarin-Kosmonautentrainingszentrum. 1980 promovierte sie zur Kandidatin der psychologischen Wissenschaften. Im Februar 1988 nahm sie an einer Antarktis-Expedition von Frauen teil. 1991 schied sie im Rang einer Obersten aus der Luftwaffe aus.
Irina Solowjowa ist verheiratet und hat zwei Kinder.